# Амфилохий (Андроникакис)
Митрополит Амфилохий (греч. Μητροπολίτης Αμφιλόχιος, в миру Андо́ниос Андроника́кис, греч. Αντώνιος Ανδρονικάκης; род. 1964, Ханья, Крит) — епископ полуавтономной Критской православной церкви Константинопольского патрирхата, митрополит Кисамский и Селинский, ипертим и экзарх Западного Крита.

## Биография
Получил начальное образование в родном городе. В 1982 году окончил православную гимназию на Крите, после чего обучался на богословском факультете Университета Аристотеля в Салониках, который окончил в 1987 году.
В 1990 году был пострижен в монашество в Одигитриевском монастыре в Гонии Колимварийской. В том же году был рукоположен во иеродиакона, а в 1992 году — во иеромонаха митрополитом Ламбийским Иринеем. В 1992 году был возведен в достоинство архимандрита.
18 ноября 1992 году возведён в сан архимандрита.
С 1993 года служил в клире Фиатирской архиепископии в Великобритании, настоятелем Никольского храма в Кардиффе. Одновременно проходил аспирантуру в Валлийском университете в Кардиффе, где получил степень магистра в 1995 году.
Затем в течение четырёх лет служил приходским священником и проповедником в Ламбийской епархии.
С 1997 года служил протосингелом Кисамской митрополии. Преподавал в средних школах Кисамского округа.
С 2003 по 2005 год являлся схолархом Критской духовной академии.
4 октября 2005 года в соборе святого Мины в Ираклионе был хиротонисан в епископа и назначен на кафедру митрополита Кисамосского и Селинского.
Следуюя призыву патриарха Константинопольского Варфоломея об увеличении числа клириков, имеющих турецкое гражданство, что позволяло бы в будущем участвовать в выборах патриарха Константинопольского, получил паспорт гражданина Турции.